# بنجامين هارفي هيل
بنجامين هارفي هيل (بالإنجليزية: Benjamin Harvey Hill)‏ هو سياسي أمريكي، ولد في 14 سبتمبر 1823 في مقاطعة جاسبر في الولايات المتحدة، وتوفي في 16 أغسطس 1882 في غيرلي في الولايات المتحدة. حزبياً، نشط في حزب اليمين والحزب الديمقراطي. وقد انتخب عضو مجلس نواب جورجيا وانتخب عضو مجلس النواب الأمريكي وانتخب عضو مجلس الشيوخ الأمريكي.